# Draba ekmaniana
Draba ekmaniana là một loài thực vật có hoa trong họ Cải. Loài này được Weingerl mô tả khoa học đầu tiên năm 1923.